# El més gran dels pecadors
El més gran dels pecadors —en español: El más grande de los pecadores— es el cuarto álbum de estudio de la banda de rock catalán Sau. Fue lanzado en formato de disco doble por la multinacional EMI en febrero de 1992.

## Contexto y grabación

El més gran dels pecadors fue el primer disco de rock catalán y el primero de Sau, en editarlo una multinacional como EMI.

Tras el enorme impacto del anterior disco Quina nit —Qué noche—, Sau tuvo la presión de los medios para editar un disco de igual o mejor calidad.
Fue entonces cuando la multinacional EMI puso el ojo en el grupo catalán para ficharlos en su discográfica, a pesar de los problemas idiomáticos que ya se manifestaron en un principio: la multinacional les sugirió cambiar del catalán al castellano por cuestiones comerciales, pero ya se toparon con las negativas de la banda.
Pese a los problemas con el idioma, Sau fichó con EMI por tres discos, el primero de ellos fue El més gran dels pecadors —El más grande de los pecadores— que se grabó en un hostal de Vilanova de Sau, (Osona) en un tráiler apodado "El Camión" habilitado como un estudio de grabación móvil dispuesto por EMI como contraprestación económica, aunque al principio hubo serias dudas de trasladar "El Camión" hasta Vilanova de Sau por la dificultad que presentaban las curvas de la carretera. 
El ingeniero Ash Howes acudió a Vilanova de Sau en sustitución de Keith Bessey. Según palabras del guitarrista Pep Sala, director musical del grupo: 

Howes tenía 19 años por aquel entonces y parecía más el chico de los cafés que un productor discográfico. No bebía alcohol porque decía que le afectaba a las frecuencias altas del oído. Nos pareció un extraterrestre pero después resultó ser un crack.

Tras las grabaciones en el hostal de Vilanova de Sau, parte del grupo se trasladó a los estudios Metropolitan de Londres para mezclar El més gran dels pecadors. Alquilaron dos estudios de Metropolitan donde mezclaron simultáneamente el doble LP, algo que tan solo había hecho anteriormente la banda de rock inglesa Queen en dichos estudios.

## Estilo
El cuarto disco de Sau fue el más roquero en toda su trayectoria musical, con canciones cercanas al rhythm and blues y baladas cercanas al gospel. El teclista de la banda, Ramon Altimir, usó profusamente hammonds para impregnar el disco con esos estilos roqueros, así como el saxofonista Dani Nel·lo realizó colaboraciones para grabar el típico sonido de saxo de blues en algunos temas del disco.
Los conciertos y las vivencias de su anterior álbum Quina nit influyeron mayormente en las composiciones de las letras del disco El més gran dels pecadors. Carles Sabater, cantante del grupo fallecido en 1999, dijo sobre este disco:

El més gran dels pecadors es un resumen de todo lo que hemos perdido y de todo lo que hemos aprendido con Quina nit.

Fue con este disco cuando empezó a definirse claramente el binomio Sabater-Sala, el primero en el terreno artístico y el segundo en el terreno musical, ya en la portada del álbum diseñada por el fotógrafo José Luis Martín.

## Gira

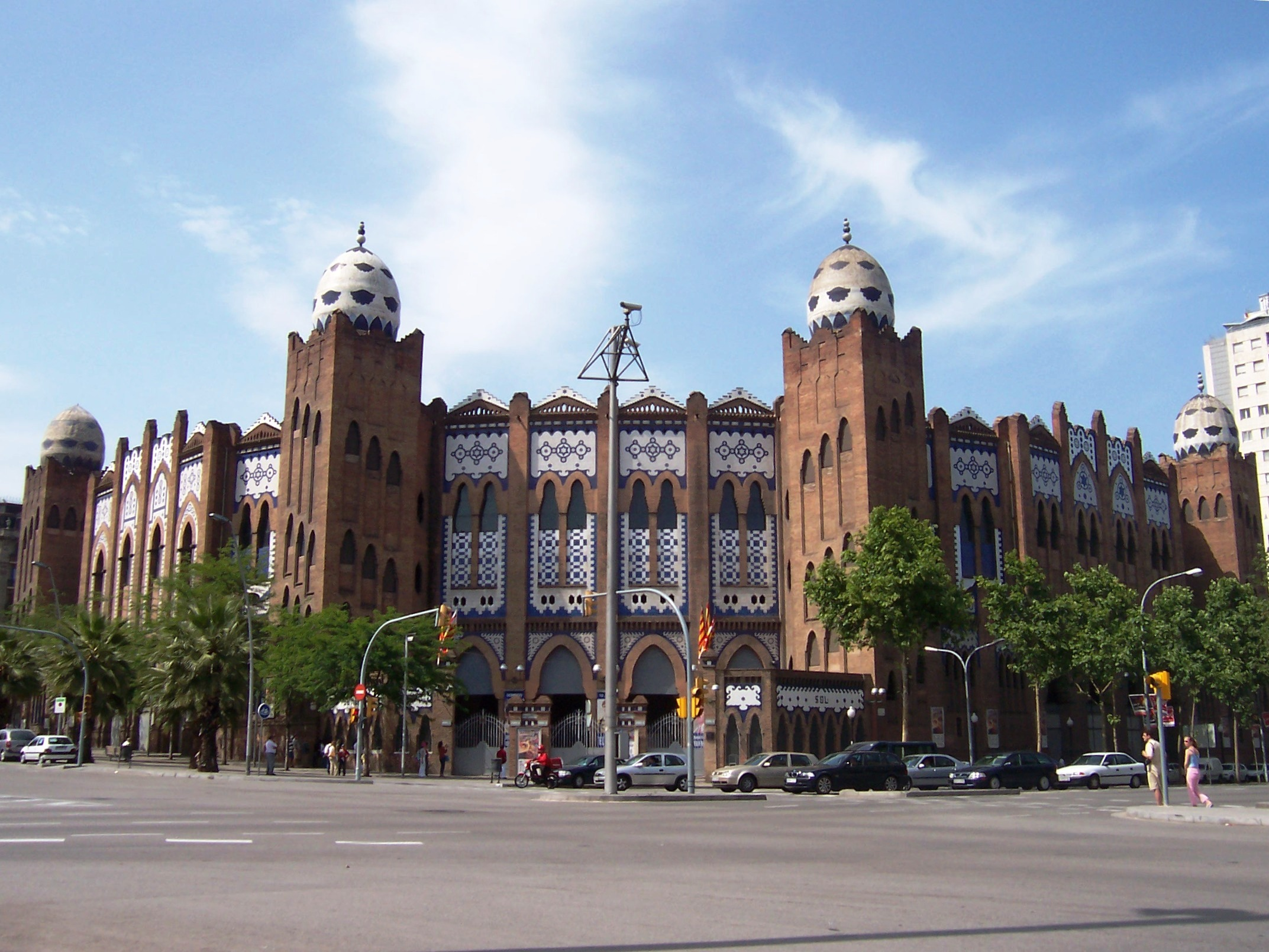
Uno de los conciertos históricos que ofreció la banda fue en 1992 durante la gira de El més gran dels pecadors en la plaza de toros Monumental de Barcelona (en la foto).

La gira de presentación de El més gran dels pecadors comenzó el 4 de abril de 1992 en Mallorca con toda la prensa catalana invitada al acto. Se incorporaron dos músicos más oficialmente a la banda, el percusionista Gerry Duffy y el guitarrista Jordi Mena.
La banda dio 67 conciertos, algunos de ellos en la comunidad valenciana —en Benicarló, Morella, Benicàssim, Oliva y Gandia—, y otros en Islas Baleares.
El mayor concierto perteneciente a esta gira, y uno de los más importantes de su carrera musical, fue el que Sau dio el 9 de julio de 1992 en la plaza de toros Monumental de Barcelona, donde tocaron frente a una audiencia de 10.000 personas y contaron con colaboraciones musicales de la talla de Robbie Robertson, exguitarrista de The Band, Phil Manzanera, exguitarrista de Roxy Music, Carlos Segarra guitarrista de la banda de rock español Los Rebeldes, Luz Casal que cantó «Boig per tu» junto a Carles Sabater y a Pep Sala, entre otros.
Este concierto salió publicado en 1993 bajo en título Concert de mitjanit, también bajo el sello de EMI, y que fue uno de los discos mejores vendidos de la banda.

## Recepción
Debido a que el disco fue doble por contener 21 temas, la discográfica EMI estuvo a punto de claudicar, ya que al principio la banda especuló editar un triple álbum.
El sencillo mejor valorado del disco fue «Tren de mitjanit» —«Tren de medianoche»—, que el periodista Albert Malla lo convirtió en sencillo tras una conversación con el guitarrista Pep Sala, y del que se realizó un videoclip con una Locomotora de vapor rodado a altas horas de la madrugada que fatigó a sus intérpretes.
El més gran dels pecadors fue un punto de referencia en el rock catalán. El álbum se convirtió en disco de oro en España (50.000 copias vendidas) en el momento de su publicación.

### Posiciones y certificaciones
| Año  | Lista             | Posición | Certificación                |
| ---- | ----------------- | -------- | ---------------------------- |
| 1992 | Bandera de España | —        | Disco de oro (50 000 copias) |

## Listado de canciones
- Todas las canciones fueron compuestas por Pep Sala y escritas por Pep Sala, Carles Sabater y Joan Capdevila.

| CD1 |                                                            |          |  |
| N.º | Título                                                     | Duración |  |
| 1.  | «Tu ho esperes tot de mi»                                  | 4:05     |  |
| 2.  | «La cançó de la noia de l'altre cantó del bar»             | 4:12     |  |
| 3.  | «Els dies passen»                                          | 4:05     |  |
| 4.  | «No et diré cap mentida (però no et diré tota la veritat)» | 4:06     |  |
| 5.  | «Poemes i promeses»                                        | 5:58     |  |
| 6.  | «Tu encens el meu foc»                                     | 4:48     |  |
| 7.  | «Percentatges»                                             | 4:32     |  |
| 8.  | «Mai sabràs per què»                                       | 4:35     |  |
| 9.  | «Deprimit V»                                               | 4:17     |  |
| 10. | «Molt lluny de casa»                                       | 3:46     |  |

| CD2 |                                     |          |  |
| N.º | Título                              | Duración |  |
| 1.  | «Glòria»                            | 2:47     |  |
| 2.  | «La vida per segons»                | 3:59     |  |
| 3.  | «Amb la meva ombra»                 | 5:30     |  |
| 4.  | «Has perdut»                        | 3:02     |  |
| 5.  | «Fa molt temps que no sé res de tu» | 6:23     |  |
| 6.  | «Això es pot salvar»                | 3:59     |  |
| 7.  | «Tren de mitjanit»                  | 3:48     |  |
| 8.  | «Nits de Tandoori»                  | 3:06     |  |
| 9.  | «Me'n torno a Sau»                  | 3:35     |  |
| 10. | «Jo ho espero tot de tu»            | 4:49     |  |
| 11. | «Balada 27 (El somni s'ha acabat)»  | 2:29     |  |

Fuente: Discogs

## Créditos
| - Vocalistas - Carles Sabater y Pep Sala - Guitarristas - Pep Sala, Phil Manzanera, Ian Levantt, Jordi Mena - Bajista - Josep Sánchez - Baterista - Quim "Benítez" Vilaplana - Percusiones - Quim "Benítez" Vilaplana, Gerry Duffy, Keith Bessey - Piano y teclados - Ramon Altimir - Saxo - Dani Nel·lo - Coros - Carles Sabater, Pep Sala, Gerry Duffy, Ramon Altimir | Producción - Productores - Pep Sala, Keith Bessey, Noel Harris - Ingeniero de sonido - Ash Howes, Ruadhri Cushnan - Grabado en "El Camión" (Vilanova de Sau) y mezclado en Metropolitan Studios (Londres) entre octubre y noviembre de 1991 - Publicado por EMI en 1992 en formato doble |